# The Arising! Tour
The Arising! Tour var en mindre turné af det amerikanske rockband Smashing Pumpkins. Turnéen varede fra 10. til 24. april 1999. 
Det var den første række af koncerter, efter trommeslager Jimmy Chamberlin var vendt tilbage til bandet. Chamberlin var blevet fyret i juli 1996 og erstattet af Matt Walker (på The Infinite Sadness Tour) og senere Kenny Aronoff (The Adore Tour), men siden oktober 1998 havde han uofficielt siddet bag trommerne i bandet, der var i gang med at indspille bandets femte studiealbum, MACHINA/the Machines of God. The Arising! Tour skulle vise sig at blive bandets sidste koncerter med bassist D'arcy Wretzky, der forlod bandet i september 1999. Den første koncert på turnéen var således den første koncert siden juli 1996 med de fire originale medlemmer, mens den sidste koncert på turnéen blev bandets sidste med de fire originale medlemmer. 
Turnéen bestod af ni koncerter i ni amerikanske byer. Koncerterne fandt sted i forskellige dele af USA. Bandet bestod af Billy Corgan, James Iha, D'arcy Wretzky og Jimmy Chamberlin. 

## Sange
Eftersom bandet var i gang indspilningerne til det femte album, MACHINA/the Machines of God, valgte Smashing Pumpkins at afprøve en række nye sange ved koncerterne. Samtidig blev der også hevet nogle gamle sange frem til turnéen, bl.a. b-siden "La Dolly Vita" og Gish-singlen "Siva". 
Fra det kommende femte album, der senere blev udgivet i februar 2000, spillede bandet "Glass and the Ghost Children", "The Imploding Voice", "Stand Inside Your Love", "Wound", "Blue Skies Bring Tears" og "With Every Light". 

### De mest spillede sange
Ved alle ni koncerter blev bl.a. spillet: "Pug" og "Ava Adore" fra Adore-albummet, "I Am One" fra Gish, b-siden "La Dolly Vita" fra "Tristessa"-singlen, "Muzzle" og "Zero" fra Mellon Collie and the Infinite Sadness, samt "Soma" og "Today" fra Siamese Dream. 
Der blev også spillet en række nye numre, som ikke kom på MACHINA/the Machines of God: "Glass' Theme", "Cash Car Star", "Dross", "Speed Kills" og "If There Is a God". Alle disse numre blev senere udgivet på MACHINA II/Friends and Enemies of Modern Music i september 2000. 

### Bandet
- Billy Corgan (sang, guitar)
- James Iha (guitar)
- D'arcy Wretzky (bas)
- Jimmy Chamberlin (trommer)